# お玉ヶ池 (箱根町)

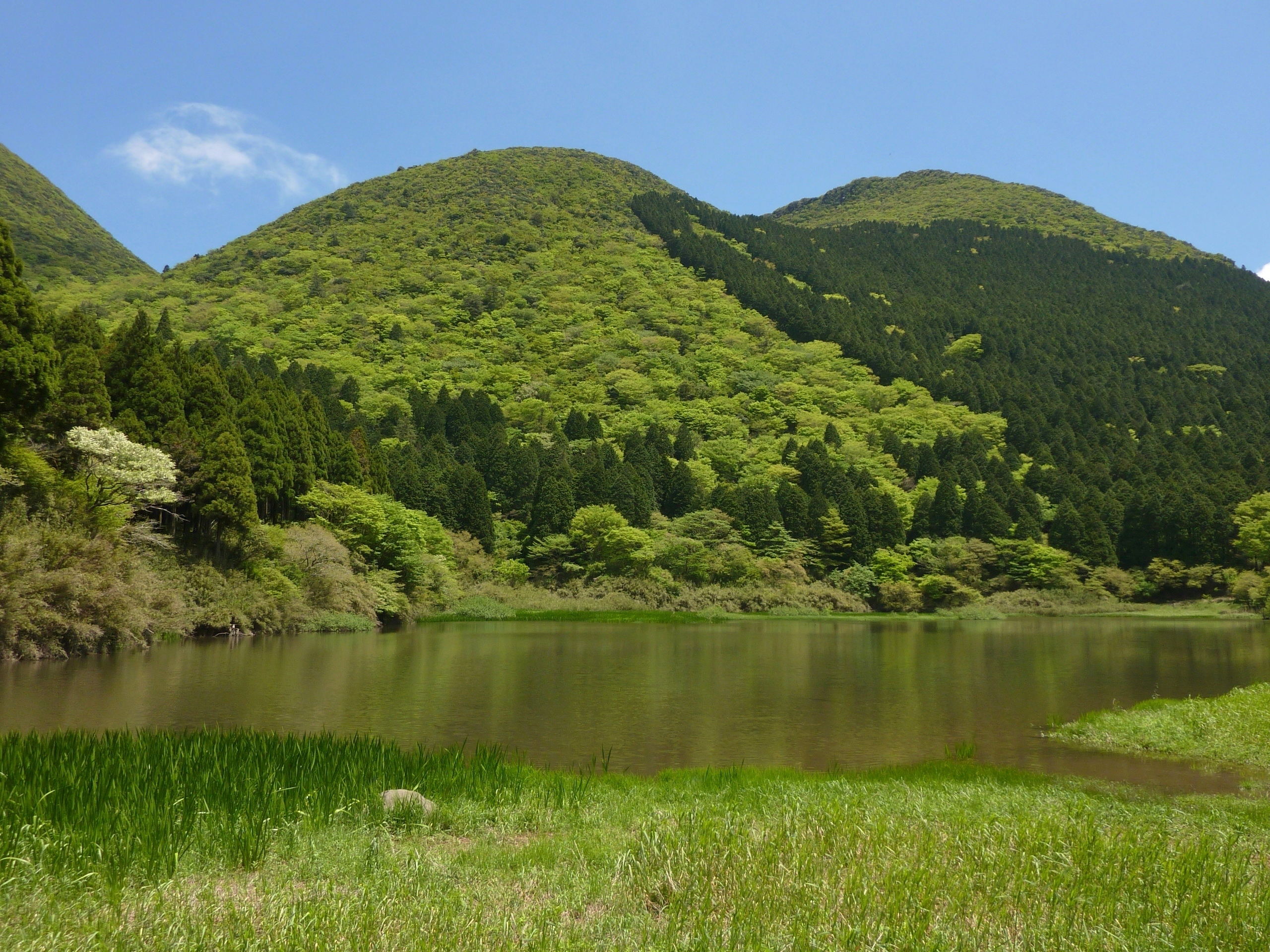
お玉ヶ池

お玉ヶ池（おたまがいけ）は、神奈川県足柄下郡箱根町元箱根にある池。

## 概要
二子山の南西、東海道の八丁坂から六道地蔵へと通じる脇道の途中に位置する。池のほとりには須雲川自然探勝歩道が整備されている。
一帯の町有林は「箱根の森」と呼ばれるスギやヒノキの人工林であるが、箱根町により広葉樹苗の植栽が行われ混交林化が進められている。また、旧東海道の神奈川県道732号湯本元箱根線が池の南側を通る。池の名は後述する「お玉の伝説」に由来する。
2019年の東日本台風雨災害時には池の水が溢れ、県道732号が数日間にわたり通行止めとなった。

## お玉の伝説
お玉の伝説は古文書「山田弥一左衛門日記」（小田原市立図書館蔵）などに残る。お玉は伊豆大瀬出身の女性。年若くして江戸の従兄弟のもとに奉公に出たものの辛い仕事に耐えられなくなり、2か月で江戸を離れて実家の伊豆に逃げ帰ろうとしたが、箱根関の関所手形を持っておらず、関所破りをしようとしたが失敗。「山田弥一左衛門日記」によると柵に絡まっていたという。そして捕らえられてから2か月後に処刑されたという。その後、「那津奈可池」（なずながいけ、お玉ヶ池の旧名）でお玉の首を洗ったという伝説から「お玉ヶ池」と呼ばれるようになった。
元箱根のお玉観音堂では定期的に法要が営まれている。

## フィクションにおける扱い
- 温泉幼精ハコネちゃん - アニメ版第9話でお玉ヶ池が舞台となる。